# Jerzy Stanisław Dembowski
Jerzy Stanisław Dembowski vel Dębowski (ur. 15 kwietnia 1899 w Krakowie, zm. wiosna 1940 w Charkowie) – major piechoty Wojska Polskiego, działacz niepodległościowy, kawaler Orderu Virtuti Militari, ofiara zbrodni katyńskiej.

## Życiorys
Urodził się 15 kwietnia 1899 w Krakowie, w rodzinie Józefa i Heleny z Urnlaufów. W latach 1912–1914 należał do XIII Drużyny Skautowej i Sokoła w Krakowie. W sierpniu 1914 wstąpił do Legionów Polskich i został przydzielony do 5 pułku piechoty. Po kryzysie przysięgowym został wcielony do cesarskiej i królewskiej armii i skierowany na front włoski.
W listopadzie 1918 wstąpił do Wojska Polskiego i jako dowódca kompanii służył w 34 pułku piechoty. W szeregach pułku brał udział w wojnie z bolszewikami. W dniach 3 i 4 sierpnia 1920 w bitwach pod Jabłonką odznaczył się nieprzeciętną odwagą, za co został odznaczony Orderem Virtuti Militari.
3 maja 1922 został zweryfikowany w stopniu porucznika ze starszeństwem z dniem 1 czerwca 1919 i 1133. lokatą w korpusie oficerów piechoty. 1 grudnia 1924 został mianowany kapitanem ze starszeństwem z 15 sierpnia 1924 i 460. lokatą w korpusie oficerów piechoty. W maju 1925 został przydzielony z 34 pp do PKU Bielsk na stanowisko oficera instrukcyjnego. W marcu 1926, w związku z likwidacją stanowiska oficera instrukcyjnego, został przeniesiony do 35 pułku piechoty w Brześciu na stanowisko oficera przysposobienia wojskowego. Z dniem 15 października 1927 został przeniesiony służbowo na dziewięciomiesięczny kurs instruktorów wychowania fizycznego w Centralnej Wojskowej Szkole Gimnastyki i Sportów w Poznaniu. W kwietniu 1928 został zwolniony ze stanowiska oficera przysposobienia wojskowego pułku. Do 1932 służył w Dowództwie Okręgu Korpusu I w Warszawie w 1 Okręgowym Urzędzie Wychowania Fizycznego i Przysposobienia Wojskowego. W 1932 został przeniesiony do 36 pułku piechoty w Warszawie. 4 lutego 1934 został mianowany majorem ze starszeństwem z dniem 1 stycznia 1934 i 23. lokatą w korpusie oficerów piechoty. W kwietniu tego roku został przeniesiony do 3 pułku strzelców podhalańskich w Bielsku na stanowisko dowódcy batalionu. 20 lipca 1936 został dowódcą batalionu KOP „Wołożyn”. 
W 1939 został przeniesiony do batalionu KOP „Skole” na stanowisko dowódcy batalionu. Na czele tego oddziału walczył w kampanii wrześniowej między innymi w obronie Lwowa. W czasie walk po agresji ZSRR na Polskę dostał się do niewoli sowieckiej. Przebywał w obozie w Starobielsku. Wiosną 1940 został zamordowany przez funkcjonariuszy NKWD w Charkowie i pogrzebany potajemnie w bezimiennej mogile zbiorowej w Piatichatkach, gdzie od 17 czerwca 2000 mieści się oficjalnie Cmentarz Ofiar Totalitaryzmu w Charkowie. Figuruje na Liście Starobielskiej NKWD, pod poz. 1019.
5 października 2007 minister obrony narodowej Aleksander Szczygło mianował go pośmiertnie na stopień podpułkownika. Awans został ogłoszony 9 listopada 2007 w Warszawie, w trakcie uroczystości „Katyń Pamiętamy – Uczcijmy Pamięć Bohaterów”.

## Ordery i odznaczenia
- Krzyż Srebrny Orderu Virtuti Militari nr 517 – 28 lutego 1921[29]
- Krzyż Niepodległości – 13 kwietnia 1931 „za pracę w dziele odzyskania niepodległości”[30]
- Krzyż Walecznych czterokrotnie[31]
- Srebrny Krzyż Zasługi – 10 listopada 1928[32][31]